# Jacques Yvon des Landes
Jacques Yvon des Landes était un marchand et flibustier des expéditions coloniales et le premier planteur de sucre à Saint-Domingue, à la fin des années 1680,.

## Biographie
Fils de Mathurin Yvon et Marie Guesnau, Jacques Yvon des Landes est né sur la paroisse de Notre-Dame-de-la-Couture du Mans, en 1645. Devenu orphelin, il est parti pour les Amériques, où il a fait fortune dans l'usage des armes, en devenant l'aide de camp de l'amiral Jean-Baptiste Du Casse, gouverneur de Saint-Domingue. Flibustier des autres expéditions, il participa à celle de Carthagène en 1697 en finançant l’armement de deux vaisseaux, mais ne fut pas présent physiquement. 
Major pour le roi au Cap français, il se lance aussi dans le commerce et l'agriculture. Associé à un marchand de Nantes, Hubert Antheaume, qui lui fournit les capitaux nécessaires, Deslandes devint un des premiers exportateurs de sucre de Saint-Domingue. Il possède une sucrerie dans la plaine de Léogane, dans l'Ouest de Saint-Domingue à partir de 1689,, plusieurs années après son arrivée. Il a épousé Marie Ciret mais n'a pas d'héritier direct légal. À son décès, au terme d'une longue bataille juridique, entre 1699 et 1705, finalement arbitrée à Versailles par le Conseil du roi de France, son héritage, un groupe d'esclaves et deux plantations, sera partagé entre l'héritier de sa femme, Léger Pellé, bourgeois de Paris, et son neveu Louis Marin Buttet de la Rivière, futur gouverneur de Saint-Domingue.